# Lanzante Limited
Lanzante Limited – brytyjskie przedsiębiorstwo samochodowe specjalizujące się głównie w restuaryzacji samochodów, a także w przygotowywaniu zarówno nowoczesnych, jak i historycznych samochodów wyścigowych. Firma prowadzi zespół wyścigowy Lanzante Motorsport.
Przedsiębiorstwo zostało założone w latach 70. przez Paula Lanzante. Obecnie jest prowadzone przez jego syna Deana Lanzante.
W historii startów zespołu wyścigowego ekipa pojawiała się w stawce wyścigów historycznych, BPR Global GT Series, British GT Championship, International Sports Racing Series, Britcar oraz 24-godzinnego wyścigu Le Mans. W 24h Le Mans zespół startował sponsorowany przez Kokusai Kaihatsu UK.

## Sukcesy zespołu
- 24h Le Mans

1995 (GT1) – McLaren F1 GTR (Yannick Dalmas, Masanori Sekiya, JJ Lehto)
- British GT Championship

1996 (GT1) – McLaren F1 GTR (Ian Flux, Jake Ulrich)